# Villa La Torre (Capannoli)
Villa la Torre o Villa Del Rosso si trova a Capannoli in provincia di Pisa.
Costruita secondo canoni architettonici cinquecenteschi, sorge a Capannoli nel Parco dell'Alta Valdera. Il corpo centrale della villa, che si affaccia su un parco di 10.000 metri quadrati costellato di lecci secolari, è probabilmente la risultanza della trasformazione di un antico edificio militare. Ne sono testimonianza alcune stanze del piano terreno che hanno le pareti interne di uno spessore pari a quello dei muri esterni, per cui si può ritenere che fossero la base di torri in seguito inglobate nell'edificio e da cui potrebbe derivare anche il nome della villa: Villa La Torre.

## Storia
La villa fu edificata dalla famiglia pisana degli Upezzinghi che deteneva vasti possedimenti in Valdera, per passare, insieme al cognome, nel patrimonio dei Lanfreducci al momento della morte, nel 1748, di Jacopo Upezzinghi, ultimo di una stirpe che per oltre un millennio tanto peso aveva avuto nella storia di Pisa. La villa fu poco frequentata dai nuovi proprietari nonostante la bellezza di alcune sale delle quali una molto probabilmente affrescata da Domenico Tempesti e Ranieri Gabbrielli che vi dipinsero Il giudizio di Paride e Diana con Atteone nel corso del periodo in cui furono impegnati nella decorazione delle dimore sia cittadine che rurali degli Upezzinghi, fra cui il loro palazzo di Pisa in Lungarno Galilei.
L'assetto originario della Villa, costituito dal corpo centrale realizzato da maestranze locali in pietre dragate dal fiume Era e di mattoni, resta invariato fino al passaggio di proprietà nel ventesimo secolo. In questo periodo Giulio Lanfreducci Upezzinghi, con il contratto di matrimonio rogato nel suo Palazzo alla Giornata in Pisa, concesse in moglie la figlia Luisa ad Angiolo Del Rosso Tanucci e ne costituì la dote: un capitale liquido derivante dalla vendita del palazzo che gli Upezzinghi avevano a Malta e la Villa di Capannoli che proprio a seguito di questo intervento subì una serie di massicci interventi che la portarono allo stato attuale. Il risultato finale è quello di un edificio maestoso che risente di uno stile eclettico fortemente influenzato dalle tendenze neogotico-romantiche tanto care all'800. Tale stile è evidente anche nell'intervento dell'architetto Luigi Bellincioni il quale definì lo spazio del parco con la costruzione del muro sulla via Volterrana e realizzò un curioso edificio incastonato in una serie di volte e colonne in mattoni che formano dieci archi acuti volto a rappresentare un piccolo castello, anche se chiamato familiarmente "tempietto" e usato come sala da tè.
Nel 1882, alla morte di Luisa, con la quale si estinse la famiglia dei Lanfreducci Upezzinghi, la Villa si presentava come la possiamo ammirare oggi, con i viali del parco, i cortili, le sale, il labirinto di stanze e corridoi che ricordano gli uomini e le donne protagonisti di un periodo di gloria e splendore della storia locale.